# Caddy (hardware)

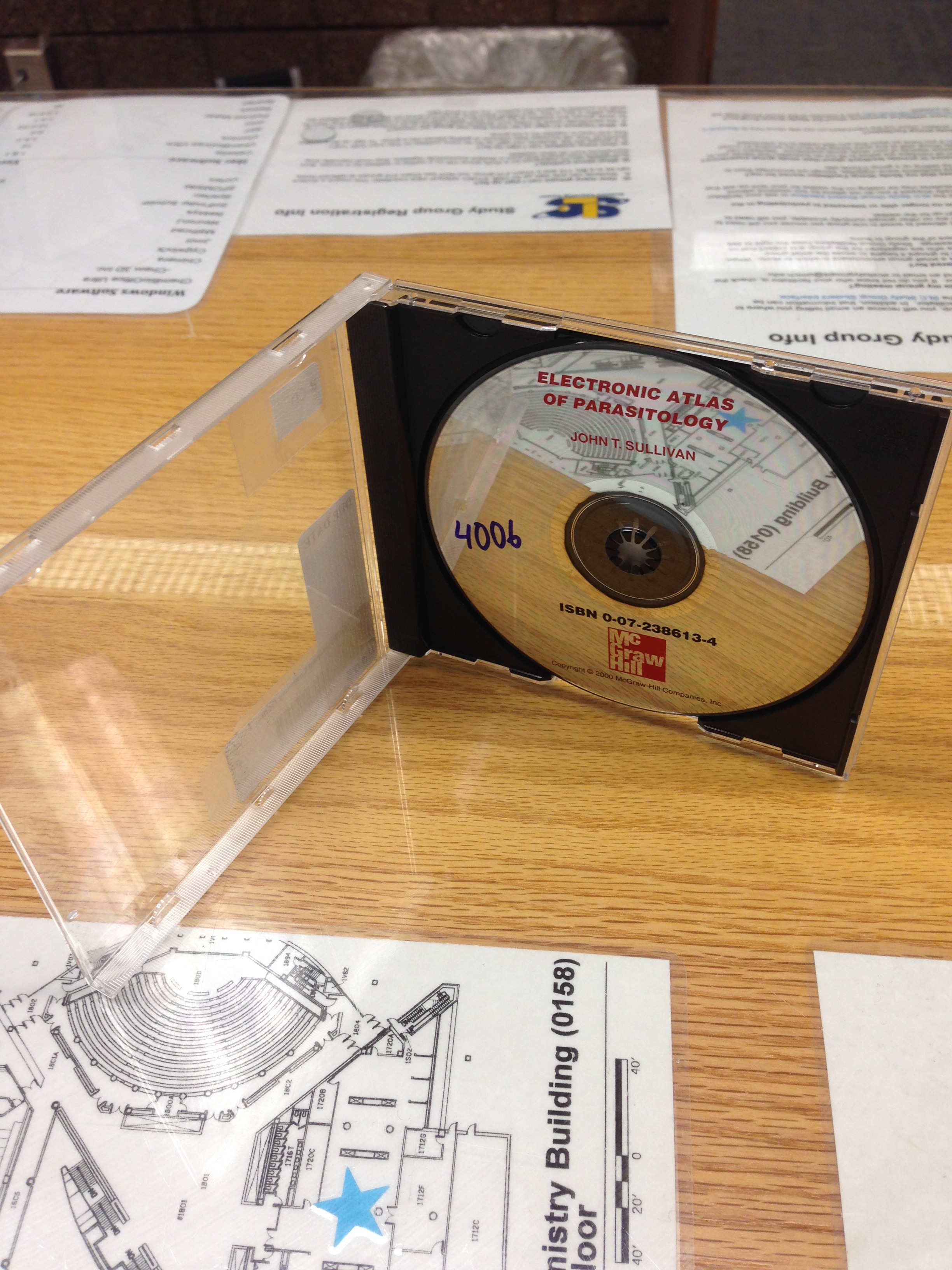
Un CD-ROM en un estuche, un tipo de caddy

En hardware de computadora, un caddy se refiere a un caja que se usa para contener algún medio, como un CD-ROM. Si el medio es una unidad de disco duro, el caddy también se conoce como carcasa de disco. Su funcionalidad es similar a la de la funda del disquete de 3,5".
El propósito de una caja de discos es proteger el disco de daños durante su manipulación; su uso se remonta al menos al disco electrónico de capacitancia en 1976, y se utilizaron en las versiones iniciales de los Blu-ray Disc, aunque, como medida de ahorro, las versiones más recientes utilizan  tecnología de revestimiento duro para evitar arañazos y no necesitan un caddy.
Los Caddies pueden ser una parte integral del medio, como en algunos discos DVD-RAM, o pueden adjuntarse por separado.

## Ejemplos

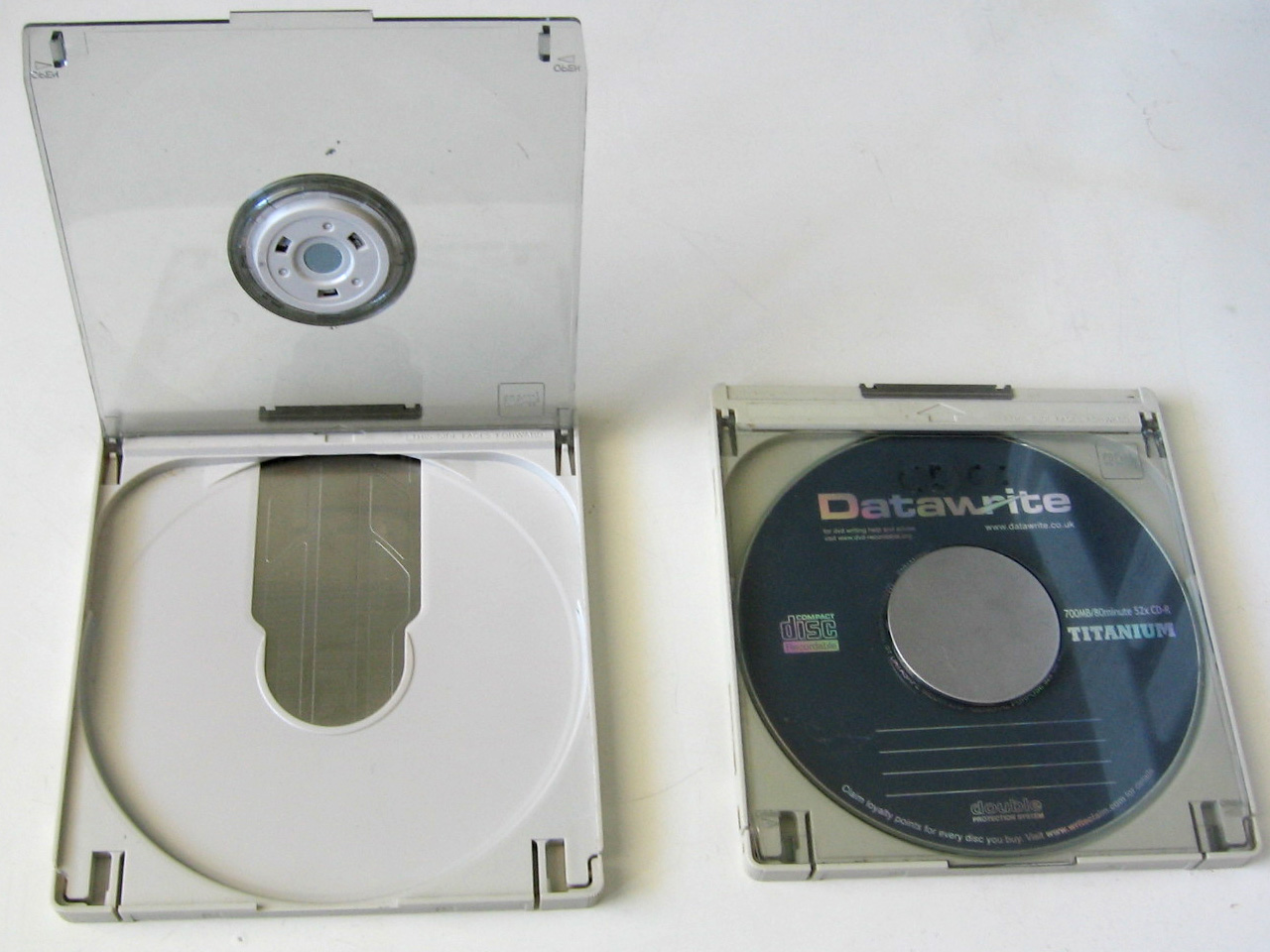
Dos caddies de disco compacto

Los caddies datan al menos del disco electrónico de capacitancia, que usaba un caddy desde 1976 para proteger las ranuras del disco.
Si bien los caddies se han vuelto obsoletos, algunos sitios web todavía los venden, aunque se han vuelto bastante caros.

### Cartuchos

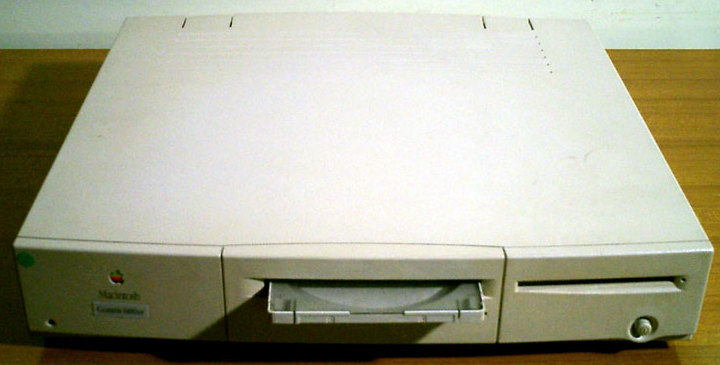
Un Macintosh Quadra 660AV con una unidad de CD basada en caddy.

Además de los caddies que tienen una función puramente de almacenamiento, también hay algunos que están diseñados para cargarse directamente para acceder a los datos, generalmente a través de un obturador.
Algunas de las primeras unidades de CD-ROM utilizaban un mecanismo en el que los CD tenían que insertarse en cartuchos especiales, algo similar en apariencia a un estuche. Aunque la idea detrás de esto, una carcasa de plástico más resistente para proteger el disco de daños, era sólida, no obtuvo una amplia aceptación entre los fabricantes de discos. Las unidades que usaban el formato de caddy requerían que los discos «desnudos» se colocaran en un caddy antes de su uso, lo que los hacía menos convenientes de usar. Las unidades que funcionaban de esta manera se denominaban «unidades de caddy», pero desde 1994 la mayoría de los fabricantes de computadoras adoptaron la carga por bandeja, o unidades de carga por ranura.
El mismo sistema todavía está disponible para formatos más recientes como el DVD-RAM, pero no es común.
El disco UMD de la PlayStation Portable, es un concepto similar, que utiliza un pequeño disco patentado tipo DVD, en un caddy fijo que no se puede abrir como medida de protección contra copias y prevención de daños.
El MiniDisc también es concepto similar, usando un pequeño disco patentado tipo magneto-óptico en su lugar, también en un caddy fijo que no se puede abrir.